# Гуидо Имбенс
Вижте пояснителната страница за други личности с името Гуидо.
Гуидо Вилхелмус Имбенс (на нидерландски: Guido Wilhelmus Imbens) е нидерландско-американски икономист.
Роден е на 3 септември 1963 година в Гелдроп, Северен Брабант. През 1983 година завършва Ротердамския университет „Еразъм“, през 1986 година защитава магистратура в Хълския университет, а през 1991 година – докторат в Университета „Браун“. Преподава в Тилбургския университет (1989 – 1990), Харвардския университет (1990 – 1997, 2006 – 2012), Калифорнийския университет – Лос Анджелис (1997 – 2001), Калифорнийския университет – Бъркли (2001 – 2006) и Станфордския университет (от 2012). Работи главно в областта на иконометрията.
През 2021 година получава, заедно с Джошуа Ангрист и Дейвид Кард, Нобелова награда за икономика „за техните методологични приноси към анализа на причинно-следствените връзки“.